# Estrada Intendente Magalhães

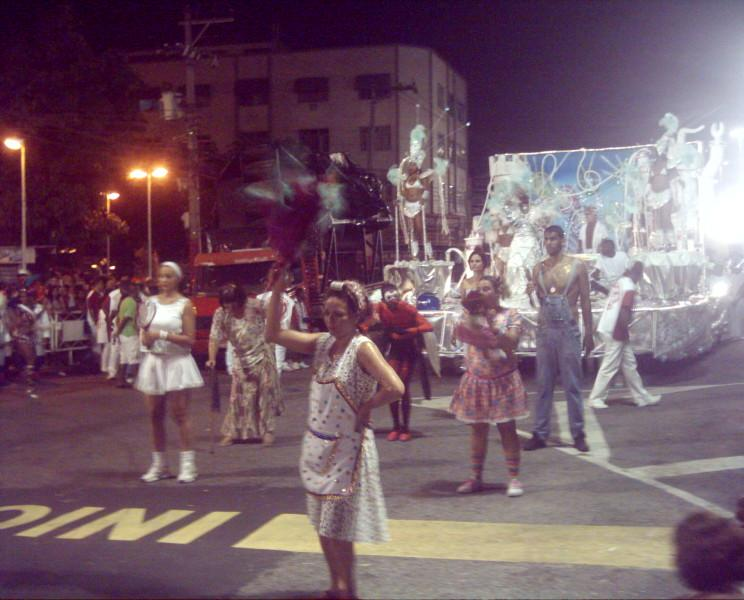
Intendente durante os desfiles dos Grupos de baixo, que não estavam até 2013

A Estrada Intendente Magalhães é uma via da cidade do Rio de Janeiro, que liga os bairros de Madureira a Campo dos Afonsos, passando por Campinho, Oswaldo Cruz, Bento Ribeiro, Vila Valqueire e Marechal Hermes. A área de seu início, embora seja historicamente reconhecida pela população, até os dias de hoje, como parte do Campinho, de acordo com a Prefeitura, faz parte de Madureira.

## História
Originalmente fazia parte do Caminho Imperial (também chamado Caminho dos Jesuítas, Caminho das Minas, Estrada Real de Santa Cruz e Estrada Imperial de Santa Cruz), que ligava o Município da Corte a Sepetiba, passando pela entrada da Fazenda Imperial de Santa Cruz.
Seu nome é uma homenagem ao tenente-coronel Carlos José de Azevedo Magalhães, que herdou as terras onde a via está localizada. O militar foi nomeado posteriormente intendente.
Atualmente nesta avenida estão prédios residenciais de médio e baixo padrão e também muitos centros comerciais de venda de carros. Em sua entrada, há um marco onde se lê "Intendente Autoshopping".

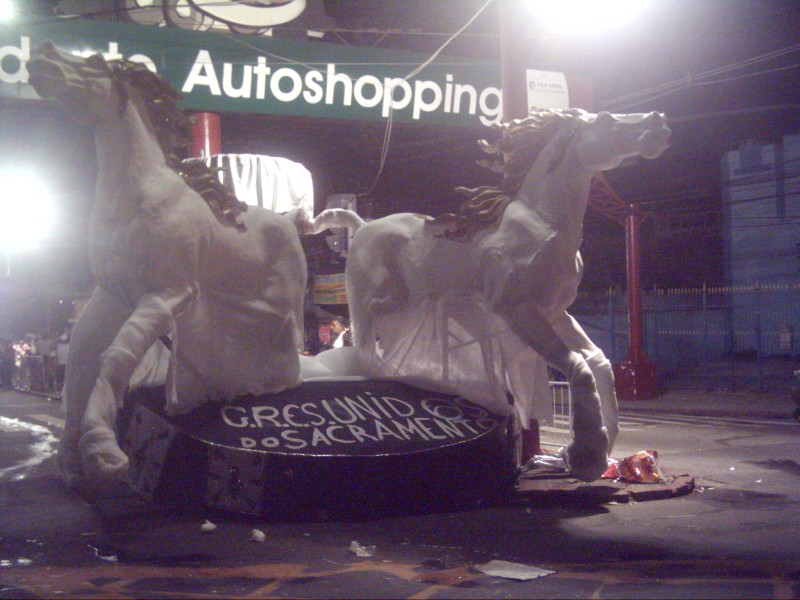
Carro abre-alas da escola de samba Unidos do Sacramento, parado em frente à Estrada Intendente Magalhães.

Na Intendente estão sediadas as escolas de samba Tradição e União de Jacarepaguá. Em setembro de 2010, foi inaugurada a Upa Madureira, na área reconhecida historicamente como parte do Campinho.

### Carnaval de Rua

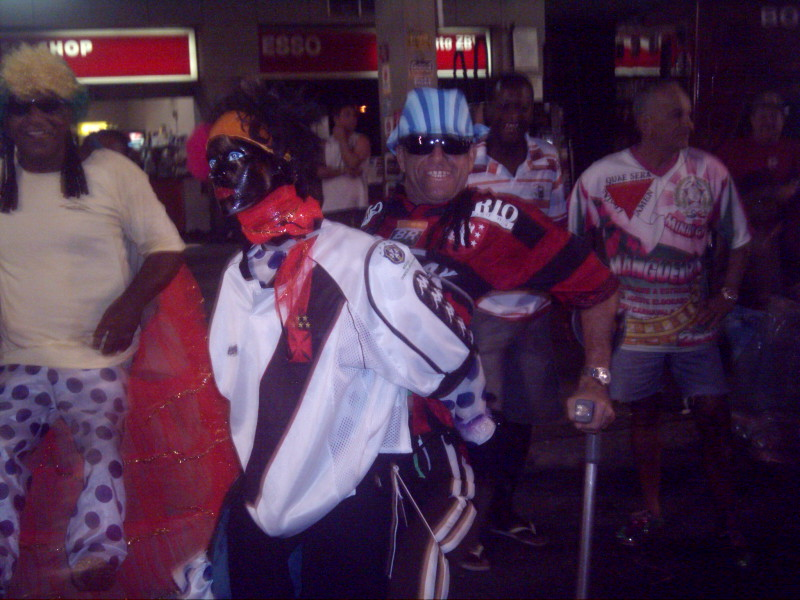
Folião no Carnaval da Estrada Intendente Magalhães.

A partir de 1989, o logradouro passou a ser um dos locais de desfiles do carnaval Carioca, com desfiles da Federação dos Blocos, realizados até hoje no sábado de Carnaval. 
Em 2004 a AESCRJ colocou a via definitivamente como palco dos desfiles dos Grupos C, D e E e mais tarde, de seu desfile das campeãs.
Em abril de 2013 surgiram especulações a respeito da possível troca de local do desfile para o ano seguinte. De acordo com o vice-presidente da associação, Sandro Avelar, o evento passaria a ser realizado no Engenhão. Tal mudança, no entanto, não se confirmou.
Em 2013, o Grupo B (terceira divisão) também passou a desfilar na Intendente e desde 2015, o Grupo E foi reativado e passou a ser no sábado das campeãs.
No ano de 2020, a LIESB fundiu dois grupos e originou o Grupo Especial da Intendente Magalhães, além de contar com os Grupos de Acesso e Avaliação e no ano de 2023, os desfiles deixam o logradouro, embora continua como "Intendente Magalhães", só que indo para Avenida Ernani Cardoso, numa espécie de "mini Marquês de Sapucaí". tendo frisas, segundo recuo de bateria, camarotes , entretanto devido a problemas no trânsito e a violência nos morros próximos, os desfiles voltam ao logradouro, nos mesmos moldes dos desfiles de 2023.